# Edifício na Avenida da República, nº 23
Avenida da República, 23-23A é um edifício localizado na Avenida da República, n.º 23-23A e Avenida João Crisóstomo, n.º 19, na freguesia das Avenidas Novas, Lisboa.

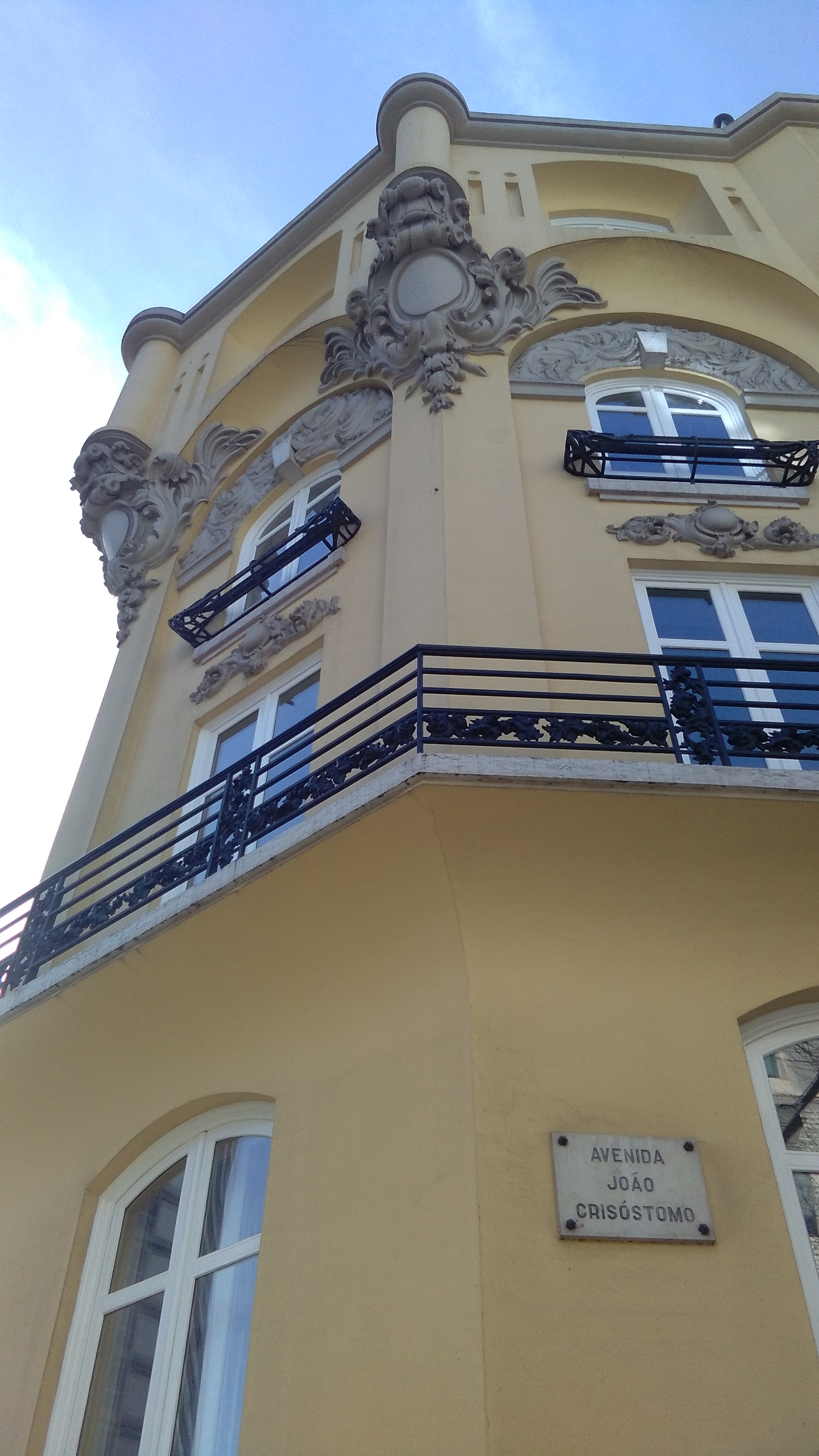
Pormenor do edifício, prémio Valmor em 1913.

Prémio Valmor de 1913, foi projectado pelo arquiteto Miguel Nogueira Júnior para José dos Santos. Classificado como edifício de Valor Concelhio pelo Dec. n.º 129/77, de 29 Setembro 1977.